# Gunterichthys longipenis
Gunterichthys longipenis är en fiskart som beskrevs av Dawson, 1966. Gunterichthys longipenis ingår i släktet Gunterichthys och familjen Bythitidae. Inga underarter finns listade i Catalogue of Life.